# Osama Snusi
Osama Mahmud Snusi –en árabe, أسامة محمود السنوسي– (nacido el 25 de febrero de 1997) es un deportista tunecino que compite en judo. Ganó dos medallas en los Juegos Panafricanos en los años 2015 y 2019, y cinco medallas en el Campeonato Africano de Judo entre los años 2015 y 2019.

## Palmarés internacional
| Juegos Panafricanos | Juegos Panafricanos               | Juegos Panafricanos | Juegos Panafricanos |
| Año                 | Lugar                             | Medalla             | Categoría           |
| ------------------- | --------------------------------- | ------------------- | ------------------- |
| 2015                | Brazzaville (República del Congo) | Medalla de plata    | –90 kg              |
| 2019                | Rabat (Marruecos)                 | Medalla de plata    | –90 kg              |
| Campeonato Africano |                                   |                     |                     |
| Año                 | Lugar                             | Medalla             | Categoría           |
| 2015                | Libreville (Gabón)                | Medalla de bronce   | –90 kg              |
| 2016                | Túnez (Túnez)                     | Medalla de bronce   | –90 kg              |
| 2017                | Antananarivo (Madagascar)         | Medalla de oro      | –90 kg              |
| 2018                | Túnez (Túnez)                     | Medalla de plata    | –90 kg              |
| 2019                | Ciudad del Cabo (Sudáfrica)       | Medalla de bronce   | –90 kg              |